# Lora Kitipova
Lora Kitipova (in bulgaro Лора Китипова?; Stara Zagora, 19 maggio 1991) è una pallavolista bulgara, palleggiatrice del Qýanysh.

## Carriera

### Club
La carriera di Lora Kitipova inizia nella stagione 2007-08 quando viene ingaggiata dal CSKA Sofia, col quale debutta nella Superliga bulgara vincendo subito lo scudetto. Resta nel club fino alla stagione 2010-11, nella quale si aggiudica il suo secondo scudetto, salvo una parentesi al Levski Sofia nel 2009-10.
Nel campionato 2011-12 ottiene il primo ingaggio all'estero, firmando nella Superliqa azera per l'İqtisadçı. Dopo una stagione nella 1. Bundesliga tedesca col VC Stoccarda, torna in Azerbaigian per il campionato 2013-14, giocando per l'Azərreyl, mentre nel campionato seguente passa all'Azəryol.
Nella stagione 2015-16 approda nella Serie A1 italiana, difendendo i colori della neopromossa Obiettivo Risarcimento di Villaverla, mentre in quella successiva è al Proton nella Superliga russa.
Ritorna in patria nella stagione 2017-18 vestendo la maglia del Marica, in Superliga, vincendo sia lo scudetto che la Coppa di Bulgaria. Nella stagione 2018-19 emigra in Romania, ingaggiata in Divizia A1 dall'Alba-Blaj, conquistando campionato e coppa nazionale; rientra tuttavia al club di Marica già nell'annata successiva.
Per la stagione 2020-21 si trasferisce quindi nella Superliha ucraina accasandosi al Prometej con cui conquista due Supercoppe, due Coppe d'Ucraina e due scudetti. Nell'annata 2022-23 è al Qýanysh, nella Ulttyk liga kazaka.

### Nazionale
Nel 2011 debutta nella nazionale bulgara, con la quale vince la medaglia di bronzo alla European League; l'anno successivo conquista l'argento nella medesima manifestazione, aggiudicandosi nuovamente il bronzo nell'edizione 2013. Nel 2018 vince la medaglia d'oro all'European Golden League, dove viene premiata come miglior palleggiatrice, e alla Volleyball Challenger Cup, mentre nel 2021 conquista la medaglia d'oro all'European Golden League.

## Palmarès

### Club
- Campionato bulgaro: 3

2007-08, 2010-11, 2017-18
- Campionato rumeno: 1

2018-19
- Campionato ucraino: 2

2020-21, 2021-22
- Coppa di Bulgaria: 1

2017-18
- Coppa di Romania: 1

2018-19
- Coppa d'Ucraina: 2

2020-21, 2021-22
- Supercoppa ucraina: 2

2020, 2021

### Nazionale (competizioni minori)
- European League 2011
- European League 2012
- European League 2013
- European Golden League 2018
- Volleyball Challenger Cup 2018
- European Golden League 2021

### Premi individuali
- 2018 - European Golden League: Miglior palleggiatrice